# Mitella breweri
Mitella breweri är en stenbräckeväxtart som beskrevs av Asa Gray. Mitella breweri ingår i släktet Mitella och familjen stenbräckeväxter. Inga underarter finns listade i Catalogue of Life.

## Bildgalleri

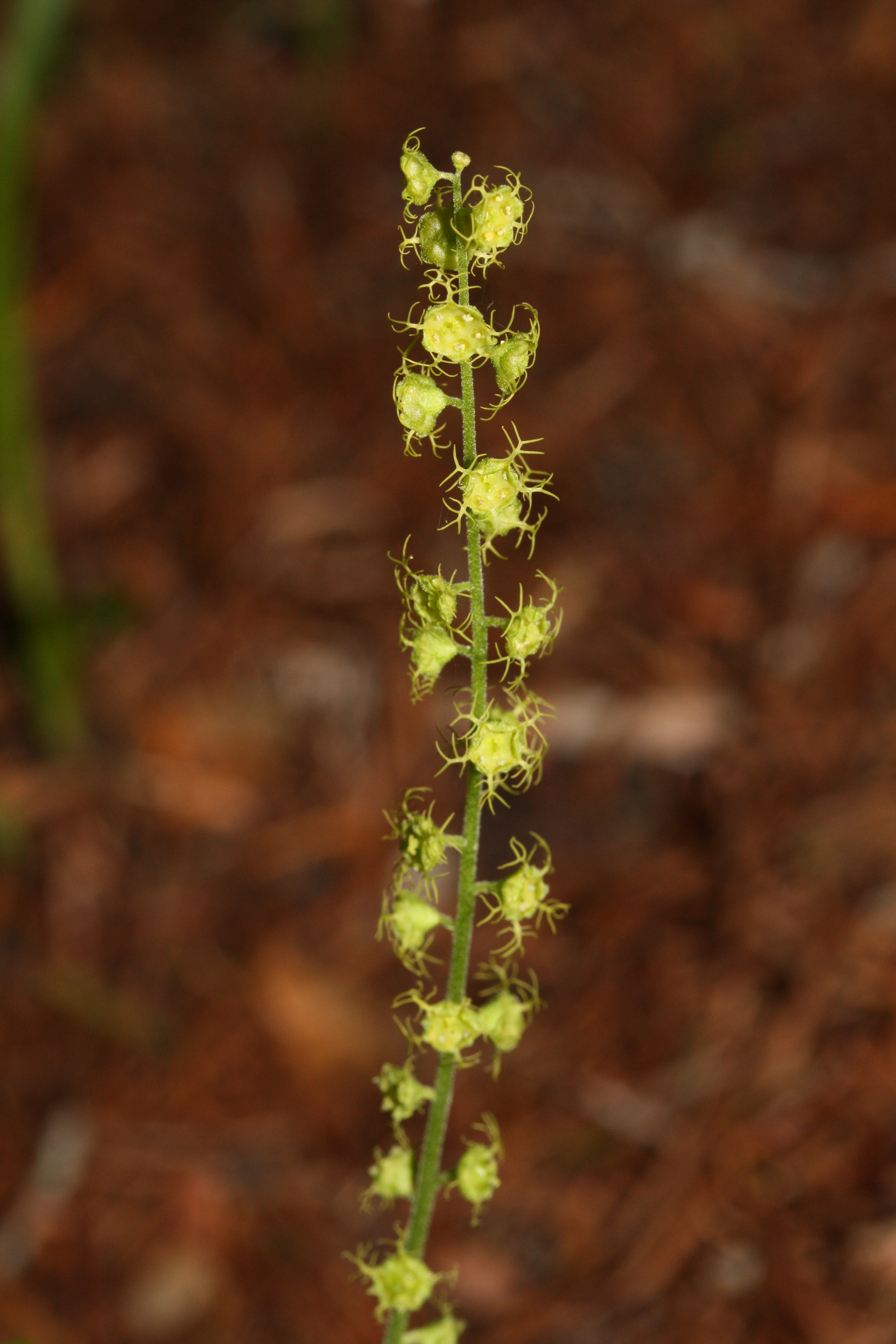
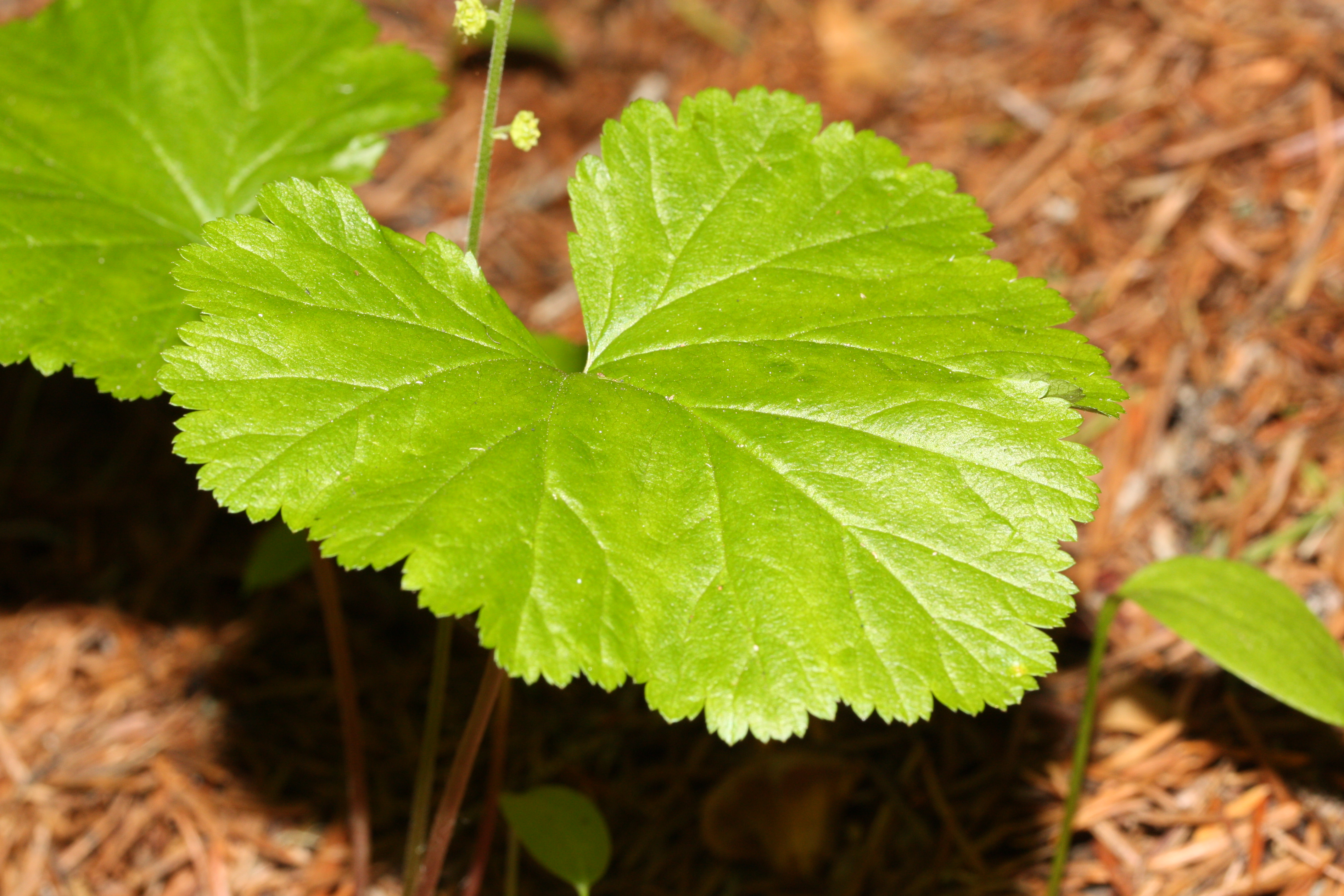
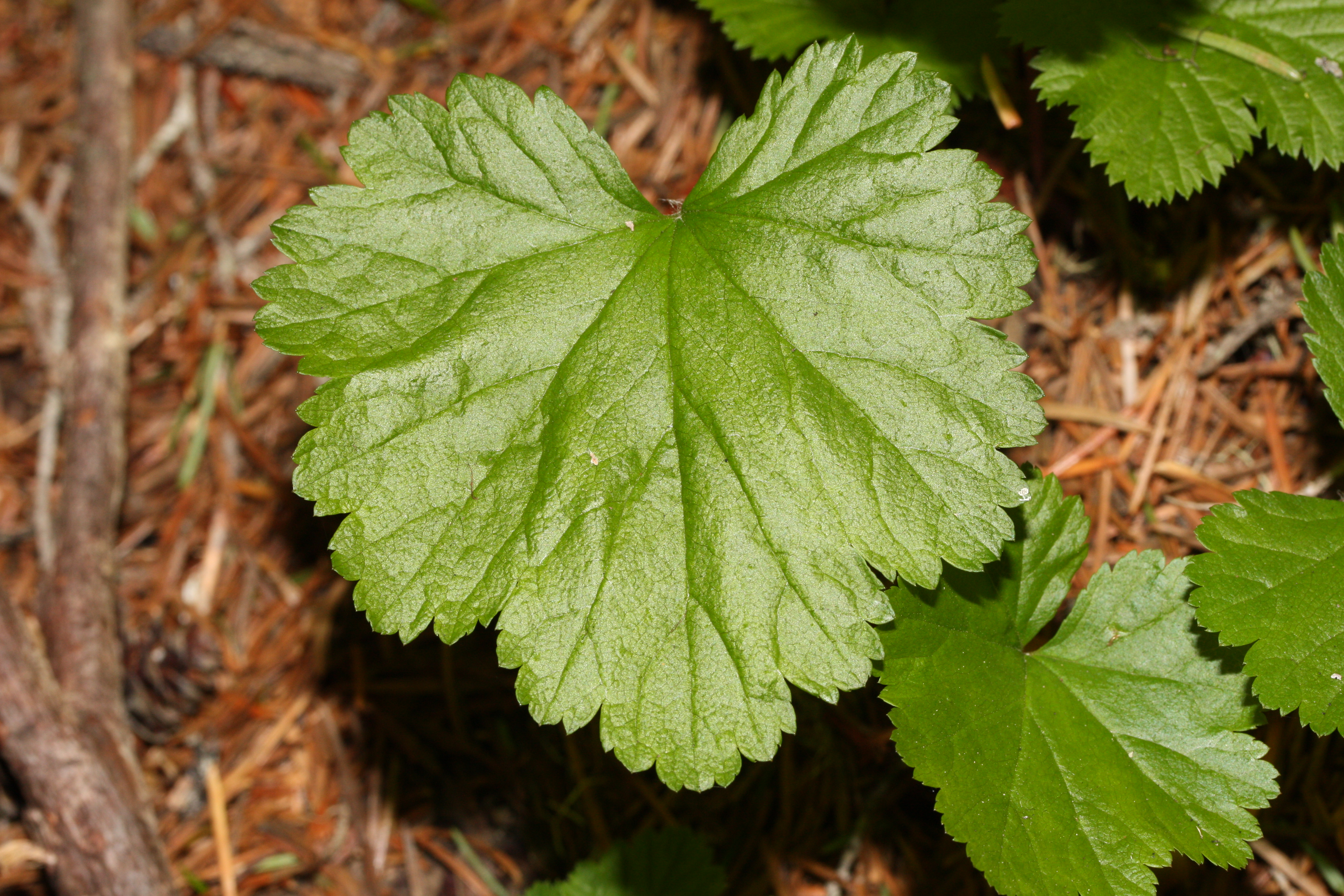